# Comité olympique des îles Vierges
Le Comité olympique des Îles Vierges des États-Unis (en anglais : Virgin Islands Olympic Committee) est le comité national olympique des Îles Vierges des États-Unis. Il représente le pays au Comité international olympique (CIO) et fédère les fédérations sportives de ce pays. Il fait partie des comités olympiques panaméricains.
Le comité est fondé en 1967 et reconnu par le Comité international olympique la même année.